# Badmintonmeisterschaft von Aruba 2021
Die Badmintonmeisterschaft von Aruba 2021 fand vom 26. Mai bis zum 6. Juni 2021 im Centro Deportivo Playa in Oranjestad statt. Es wurde in drei Kategorien (A, B und C) gespielt.

## Medaillengewinner der Kategorie A
| Disziplin    | Gold                       | Silber                     | Bronze                               |
| ------------ | -------------------------- | -------------------------- | ------------------------------------ |
| Herreneinzel | Kevin Dijkhoff             | Mackie Lu                  | Franklin Hoevertsz                   |
| Herreneinzel | Kevin Dijkhoff             | Mackie Lu                  | Jason Feng                           |
| Dameneinzel  | Su Ying Lau                | Leyenne Schairer           | -                                    |
| Herrendoppel | Kevin Dijkhoff Mackie Lu   | Qichi Wu Jason Feng        | Franklin Hoevertsz Randall van Trigt |
| Mixed        | Mackie Lu Leyenne Schairer | Kevin Dijkhoff Su Ying Lau | -                                    |